# Жена
Жена е човек от женски пол, за разлика от индивидите от мъжки пол – мъже. Думата „жена“ обикновено се използва за възрастни, зрели хора, а за децата и подрастващите най-често се използва думата „момиче“. В същото време в определен контекст думата „жена“ се използва и независимо от възрастта, например в съчетания като „права на жените“.
Заради своите биологични или психологически особености жената често бива наричана „противоположност“ на мъжа. В действителност говоренето за половете често включва израза „противоположност“, където това идва да обясни различията и разнообразието между двата пола, които взаимо се допълват във всички аспекти (не само чисто физиологични). Макар че изразът идва да обобщи най-видимите различия между двата пола, в действителност характеристиките на женскост и мъжкост, които се противопоставят не са изцяло закотвени в пола и има много отсенки, варианти и преходи, между крайности като силна емоционалност, слаба емоционалност, физическа сила и физическа слабост и т.н.

## Езикови употреби
Общо други употреби – момиче, дама, лейди, госпожица, госпожа, другарка (от 1944 до 1989), съкратените изписвания на обръщенията г-жа, г-ца, майка, дъщеря, сестра, баба, прабаба и т.н.
По-конкретни обяснения
„Жена“ се употребява в българския език и като синоним на „съпруга“, т.е. встъпила в брак, но и жаргонно също като приятелка (жаргонен синоним „гадже“) или партньор („жена ми“).
Други думи за жена с архаичен оттенък са девойка (момиче), девица (девствена жена), дева (в Християнството), невеста (съпруга).

## Биология
От гледна точка на биологията жените се характеризират с наличието на женски полови органи, образуващи женската половата система, и на женски вторични полови белези, които участват в изхранването на малките или за привличане на партньор.
Половата система изпълнява основна функция в процеса на размножаване. Яйчниците, освен регулаторните си функции с отделянето на хормони, създават и женските гамети, наричани яйцеклетки. Този процес е периодичен и се повтаря в т.нар. менструален цикъл. При оплождане на яйцеклетките с мъжки гамети (сперматозоиди) се образуват нови генетични индивиди. Матката е орган, включващ тъкан, защитаваща и изхранваща развиващия се зародиш по време на бременността, и мускули, които го изхвърлят от тялото по време на раждане. Влагалището свързва матката с външната среда и участва в интромисията и раждането.
Най-характерният вторичен полов белег на жените са гърдите – еволюирали потни жлези, които могат да произвеждат мляко, хранителен секрет, който представлява най-видимата особеност на бозайниците. При зрелите жени гърдите обикновено са по-изявени от обичайното за повечето други бозайници. Тази изявеност не е необходима за отделянето на мляко, а вероятно поне частично се дължи на полов отбор.
От генетична гледна точка повечето жени имат кариотип 46,XX, но около една на 1000 е с кариотип 47,XXX, а една на 2500 – с кариотип 45,X (синдром на Търнър). За разлика от тях при мъжете обичайният кариотип е 46,XY. По тази причина X и Y хромозомите се наричат, съответно, женски и мъжки.
Средният брой на родените жени е по-малък от този на мъжете в съотношение около 1:1,050, а при общото население на света съотношението е около 1:1,013. В същото време при хората над 60 години броят на жените е по-голям в съотношение около 1:0,81, което се дължи на тяхната по-голяма продължителност на живота. Това се дължи на съчетание от различни фактори: генетични, обществени (например жените много по-рядко участват във въоръжените сили на воюващи страни), поведенчески (например по-редките самоубийства, пушене и злоупотреба с алкохол), положителното въздействие на женския хормон естроген върху сърдечно-съдовата система, отсъствие на вредните ефекти от повишено наличие на андрогени.
Дисциплината, занимаваща се с биологичното и медицинско изследване на женската полова система, се нарича гинекология. Някои заболявания засягат в по-голяма степен жените или дори се срещат само при тях, например лупус еритематозус, рак на гърдата, рак на маточната шийка, рак на яйчниците. При някои болести при мъжете и жените се проявяват различни симптоми и е възможно те да реагират по различен начин на лечението.

## Култура, пол и полови роли

### Пол и власт
Половите роли в обществата се определят от вида общество. В матриархата жените са имали водеща роля, докато в патриархата властта бива отнета от жените по посока на мъжете. В съвременните общества тенденцията е към равно представяне на жените в обществото и властта.

### Пол и социални роли
Виж още социопол.
В представите за историята и културната антропология, водещи началото си от Романтизма се е вярвало, че в традициите на праисторическите общества е свойствено мъжът да ловува, а жената да събира семена или да се грижи за децата и дома. Тази представа е исторически и антропологически погрешна, тъй като в много древни и традиционни общества жените са участвали в лова наравно с мъжете, а събирачеството също често не е полово диференцирано. С напредването на обществото, на технологииите и т.н. жената може да избира дали да стои в дома си или да работи навън, тъй като домашната работа сама по себе си е намалена, а с отглеждането на деца целодневно се занимават и институции като ясли, детски градини, училища и университети (в общи линии), макар това да не отменя родителската и майчина грижа естествено, но я облекчава.

### Феминизация срещу маскулинизация
В различни исторически периоди жените са изкуствено феминизирани или изкуствено маскулинизирани. Носенето на корсет през XVIII век например е имало за причина стягането на кръста в тънка талия, която да прави жената по-женствена, независимо от вредния физиологичен ефект. В социалистическите общества след Втората световна война жената често е принуждавана да се идентифицира с твърде мъжки роли и така женският пол като цяло бива маскулинизиран. Всъщност социалната роля, носенето на определен тип дрехи и т.н. трябва да произхождат по-скоро от разбирането за собствената личност.

### Идентичност
Виж още полова идентичност.
Идентичността е разпознаване на индивида в рамките на характеристиките на собствения пол. И все пак характеристиките на женския пол като зависими от типично женската физиология за разлика от тази на мъжа имат относителна променливост в рамките на женския пол. Билогичните, физиологични, психологични описания на жената като по-слаба физически, по-емоционална, с по-нисък и мек глас, по-флуидна, по-грижовна варират в рамките на личността и индивида. Някои жени имат по-висок тембър на гласа от други, или са по-високи, с по-ясно изразена мускулатура или дори по-неемоционални със склонност към аналитично мислене. Това е израз на разнообразието вътре в пола. В същото време независимо от наличието или не на по-различни качества някои жени могат да се идентифицират в някои отношения с мъжете или дори с мъжкия пол като цяло, поради тяхното вътрешно самовъзприятие, или обратното – въпреки различните характеристики да се идентифицират изцяло с женския пол.

## В Християнството
Според Библията първата жена е Ева. Това е причината ева да се използва понякога като синоним на жена, например евино облекло, евин плаж (нудистки плаж за жени) и т.н.